# Justin Sourdif
Justin Sourdif, född 24 mars 2002, är en kanadensisk professionell ishockeyforward som spelar för Florida Panthers i National Hockey League (NHL).
Han har tidigare spelat för Charlotte Checkers i AHL och Vancouver Giants och Edmonton Oil Kings i Western Hockey League (WHL).
Sourdif draftades i tredje rundan i 2020 års draft av Florida Panthers som 87:e spelare totalt.

## Statistik
| 2015–2016  | Delta Hockey Academy U15 | CSSHL      | 24  | 27 | 22  | 49  | 34  | 4  | 5 | 3  | 8  | 2  |
| 2016–2017  | Delta Hockey Academy U15 | CSSHL      | 29  | 32 | 34  | 66  | 45  | 5  | 4 | 2  | 6  | 4  |
|            | Delta Hockey Academy U16 | CSSHL      | 1   | 0  | 0   | 0   | 0   | —  | — | —  | —  | —  |
| 2017–2018  | Valley West Hawks        | BC MML     | 35  | 23 | 50  | 73  | 57  | 3  | 2 | 3  | 5  | 4  |
|            | Vancouver Giants         | WHL        | 4   | 0  | 0   | 0   | 0   | 7  | 0 | 0  | 0  | 0  |
| 2018–2019  | Vancouver Giants         | WHL        | 64  | 23 | 23  | 46  | 31  | 17 | 2 | 6  | 8  | 16 |
| 2019–2020  | Vancouver Giants         | WHL        | 57  | 26 | 28  | 54  | 44  | —  | — | —  | —  | —  |
| 2020–2021  | Vancouver Giants         | WHL        | 22  | 11 | 23  | 34  | 29  | —  | — | —  | —  | —  |
| 2021–2022  | Vancouver Giants         | WHL        | 24  | 9  | 23  | 32  | 28  | —  | — | —  | —  | —  |
|            | Edmonton Oil Kings       | WHL        | 28  | 17 | 22  | 39  | 33  | 19 | 5 | 9  | 14 | 18 |
| 2022–2023  | Charlotte Checkers       | AHL        | 48  | 7  | 17  | 24  | 32  | 6  | 1 | 1  | 2  | 4  |
| 2023–2024  | Florida Panthers         | NHL        | 1   | 0  | 0   | 0   | 0   | —  | — | —  | —  | —  |
| NHL totalt | NHL totalt               | NHL totalt | 1   | 0  | 0   | 0   | 0   | —  | — | —  | —  | —  |
| WHL totalt | WHL totalt               | WHL totalt | 199 | 86 | 119 | 205 | 165 | 43 | 7 | 15 | 22 | 34 |

### Internationellt
| Källa: Uppdaterad: 2023-10-18 | Källa: Uppdaterad: 2023-10-18 | Källa: Uppdaterad: 2023-10-18 |         | Utv = Utvisningsminuter | Utv = Utvisningsminuter | Utv = Utvisningsminuter | Utv = Utvisningsminuter | Utv = Utvisningsminuter |
| År                            | Lag                           | Mästerskap                    | Matcher | Mål                     | Assists                 | Poäng                   | Utv                     |                         |
| ----------------------------- | ----------------------------- | ----------------------------- | ------- | ----------------------- | ----------------------- | ----------------------- | ----------------------- | ----------------------- |
| 2019                          | Kanada                        | Hlinka Gretzky                | 6       | 1                       | 2                       | 3                       | 4                       |                         |
| Junior totalt                 | Junior totalt                 | Junior totalt                 | 6       | 1                       | 2                       | 3                       | 4                       |                         |